# Pseudoformicaleo oceanicus
Pseudoformicaleo oceanicus is een insect uit de familie van de mierenleeuwen (Myrmeleontidae), die tot de orde netvleugeligen (Neuroptera) behoort. 
Pseudoformicaleo oceanicus is voor het eerst wetenschappelijk beschreven door Navás in 1935.